# Османска Албанија
Османска Албанија (итал. Albania Ottomana) је италијански израз који је почео да се користи у 15. веку за означавање балканских јадранско-јонских обалних територија које поседује Османско царство. Име је уведено ради разликовања османских и венецијанских посједа на источној обали Јадрана — Млетачке Албаније.
Од 1479. до 1912. се протеже северно од Розафе — до Буке на југу. Хронолошки, то је период од 1385. до 1912. године, који је започео након битка на Саурском пољу и завршио оснивањем Независне Албаније током Балканских ратова.
Не постоји идеја о суверенитету Албаније пре формирања прве Призренске лиге. Стога је израз чисто историјско-географски и углавном обухвата обално копно до тзв. Албанске планине — од Улциња до Превезе и Вонице — до Акарнанске планине.
Последњи градови који пролазе под османском влашћу на овом подручју су Скадра 1479. и Драч 1501.